# Гилади, Аарон
Аарон Гилади (Голодец Арон Хаимович; 1907, Гомель — 1993, Цфат) — израильский художник.

## Биография
С 1923 по 1926 обучался живописи в Академии художеств в Петрограде. Принимал активное участие в «Ха-шомер ха-цаир», за что был арестован и сослан в Сибирь. После освобождения переехал в Эрец-Исраэль. Поселившись в киббуце Кинерет, работал в качестве штукатура, строителя и маляра. В 1948 покинул киббуц и переехал в Кфар-Сабу, а в 1955 — в Холон.
Был членом творческого объединения «Офаким хадашим». Лауреат премии Дизенгофа в области живописи и скульптуры (1948, 1954). Участник Биеннале искусства в Сан-Паулу (1957).